# نوپسرها ویتیکولیس
نوپسرها ویتیکولیس یک گونه سوسک از خانوادهٔ سوسک‌های شاخک‌دراز است. هرمان جولیوس کلبه در سال ۱۸۹۳ این گونه را توصیف و بررسی کرد. این گونه در کشورهای تانزانیا، جمهوری دموکراتیک کنگو،  کامرون، اوگاندا و توگو یافت شده است.

## انواع
- Nupserha vitticollis var. elongata (Kolbe, 1893)
- Nupserha vitticollis var. camerunica (Aurivillius, 1914)
- Nupserha vitticollis var. gaskini (Villiers, 1941)
- Nupserha vitticollis var. pseudofrontalis Breuning, 1950
- Nupserha vitticollis var. insularis Breuning, 1950
- Nupserha vitticollis var. quadripunctulata Breuning, 1950
- Nupserha vitticollis var. holoxantha (Aurivillius, 1914)